# Comuna Ramsø
Ramsø (Ramsø Kommune) a fost o comună din comitatul Roskilde Amt, Danemarca, care a existat între anii 1970-2006. Comuna avea o suprafață totală de 67,60 km² și o populație de 932 de locuitori (în 2005), iar din 2007 teritoriul său face parte din comuna Roskilde.
1. ↑  Danske borgmestre 1970-2018 (PDF)